# باولو روزيو
باولو روزيو (بالإيطالية: Paolo Rozzio)‏ (22 يوليو 1992 في إيطاليا - ) هو لاعب كرة قدم إيطالي في مركزي قلب الدفاع والدفاع. شارك مع منتخب إيطاليا تحت 19 سنة لكرة القدم ومنتخب إيطاليا تحت 20 سنة لكرة القدم. أما مع النوادي، فقد لعب مع فيورنتينا ونادي بيزا وFC Canavese ‏.

## وصلات خارجية
- باولو روزيو على موقع قاعدة بيانات كرة القدم.إي يو (الإنجليزية)
- باولو روزيو على موقع عالم كرة القدم.نت (الإنجليزية)
- باولو روزيو على موقع AS.com (الإسبانية)